# St.-Margarethen-Kirche (Seifersdorf)

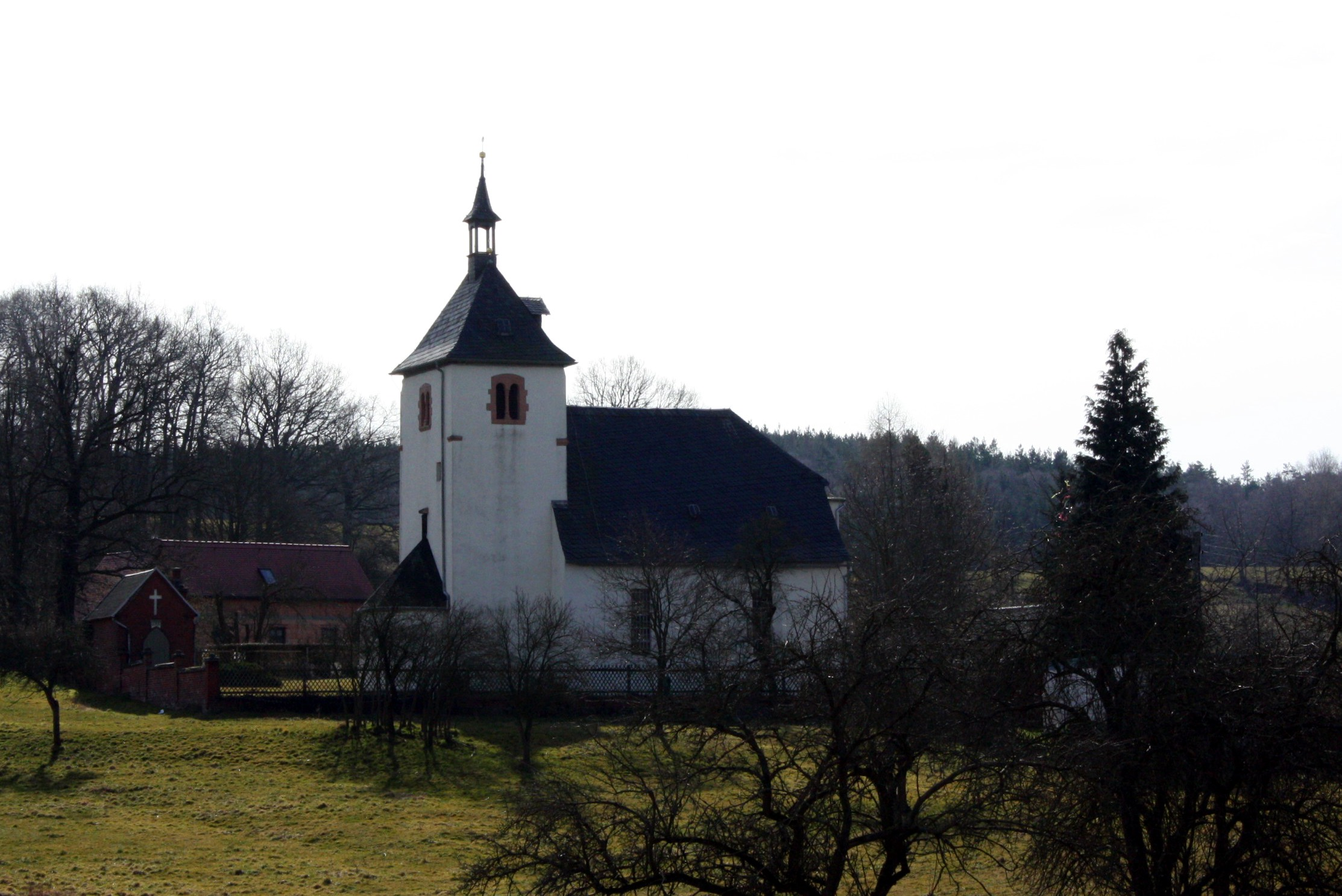
St. Margarethenkirche

Die evangelische St.-Margarethen-Kirche befindet sich im Ortsteil Seifersdorf der Gemeinde Zedlitz im Landkreis Greiz in Thüringen. Sie gehört zur Kirchengemeinde Weida im Kirchenkreis Gera der Evangelischen Kirche in Mitteldeutschland.

## Geschichte
Die Dorfkirche, in der noch mehrere Baustadien erkennbar sind, ist über 800 Jahre alt. Im Unterteil des Kirchturms befinden sich noch Reste einer alten Kapelle. An der Ostseite steht noch die Apsis mit schmalen, rundbogigen Fenstern. Der romanische Baustil soll schon im 13. Jahrhundert durch den gotischen ersetzt worden sein.
Der Turm besitzt heute ein Walmdach mit offenen Dachreitern und Helm. 1752 wurde das alte Satteldach und die Wetterfahne ausgetauscht. Die neue Wetterfahne trägt die Jahreszahl 1752.
Das Langhaus wurde ab dem 14. Jahrhundert nach Westen an den Chor angebaut.
Erst 1956 berichtet man über die Renovierung der Kirche mit Apsis und Schiff. Auch der Taufstein und der Altar wurden erneuert. Die Einweihung fand am 18. Oktober 1959 statt. 1966 konnte das Kirchendach neu eingedeckt werden und die Friedhofsmauer wurde neu errichtet. Auch neue Schallläden erhielt das Haus.
1996 konnte man mit bereitgestellten Mitteln die Apsis neu verputzen. 1998 erfolgte die Sanierung der durch Feuchtigkeit geschädigten Dachbalken.
Der Restaurator Kretschmar aus Gauern konnte 2004 das Gotteshaus fachlich farblich gestalten.